# Hilaire Verhegge
Hilaire Verhegge (9 oktober 1937 - Zedelgem, 29 oktober 2019) was een Belgische politicus. Hij was burgemeester van Zedelgem.

## Biografie
Verhegge ging tot zijn 14de naar school. Daarna ging hij werken en volgde nog vier jaar avondschool. Hij werkte in de bouw en in de landbouw, als chauffeur, als restauranthouder in Breskens en als verkoper.
Hij ging de gemeentepolitiek in Zedelgem en werd er na de verkiezingen van 1982 een bestuursperiode schepen. Na de verkiezingen van 1988 belandde hij in de oppositie. In 1995 werd hij burgemeester van Zedelgem. Hij werd herkozen in 2000 en 2006 op de lijst Nieuw en bestuurde in een coalitie met CD&V. In 2011 besliste hij om bij de verkiezingen van 2012 geen kandidaat meer te zijn.
Ook zijn zoon Geert Verhegge werd politiek actief. Van 2013 tot 2018 en van juni tot zijn overlijden in september 2021 was hij schepen in Zedelgem.